# Alonzo Horton
Pour les articles homonymes, voir Horton.
Alonzo Erastus Horton, né le 24 octobre 1813 à Union (Connecticut) et mort le 7 janvier 1909 à San Diego (Californie), est un homme d'affaires américain spécialisé dans l'immobilier.

## Biographie
Il prend part à la ruée vers l'or (1849) puis fonde à San Francisco une entreprise de commerce de meubles. Il spécule sur des terrains et fonde en 1867 la ville de San Diego. Il participe au déplacement vers la baie de San Diego du centre-ville de San Diego, puis au développement de cette dernière.
Il est aussi le fondateur de Hortonville dans le Wisconsin.  
Le centre commercial Westfield Horton Plaza, dans le centre-ville de San Diego est nommé en sa mémoire.